# José Agustín Meléndez

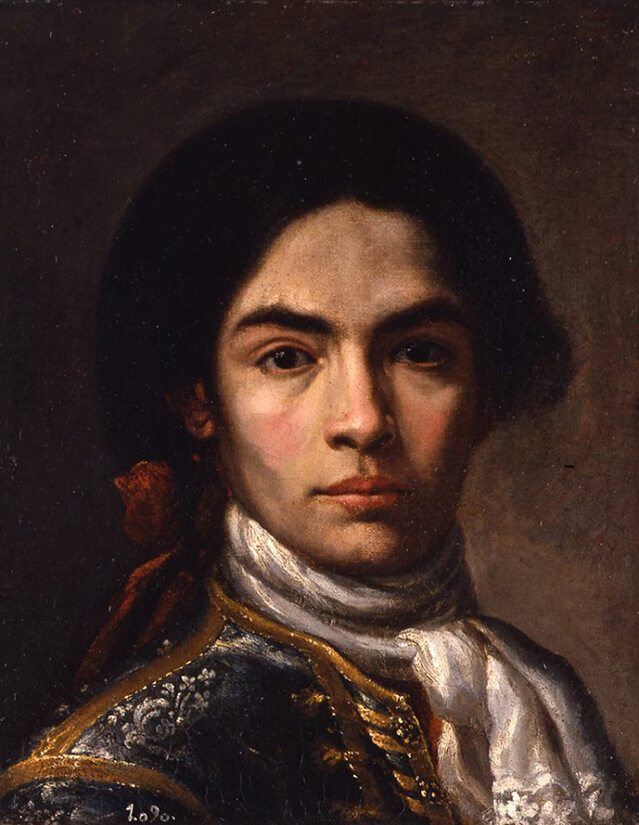
José Agustín Meléndez: Autorretrato a los 18 años, Museo de Bellas Artes de Asturias.

José Agustín Meléndez Durazo (Madrid, 1724-1798) fue un pintor español.

## Biografía
Era el menor de los hermanos de una familia de artistas, de la cual el más célebre fue su hermano (también pintor) Luis Meléndez. Junto a su hermano y su padre, Francisco Antonio Meléndez, colaboró en la elaboración de miniaturas para los libros del Palacio Real de Madrid. Tenía su residencia en la calle del Reloj, donde vivía con su hija Francisca (1770-1825), quien también se dedicó a la iluminación de libros y llegó a ser miniaturista de cámara del rey Carlos IV.
Apenas se conoce la vida y obra de José Agustín. Se sabe que hacia 1770 se estableció en la ciudad de Cádiz, donde se dedicó igualmente al oficio de miniaturista.
De sus lienzos, sólo está localizado uno: Autorretrato a los 18 años, obra que perteneció a los duques de Montpensier y que hoy se exhibe en el Museo de Bellas Artes de Asturias tras ser adquirido en la casa de subastas de Fernando Durán (1996).